# Gare de Louvroil
Gare de Louvroil vasútállomás Franciaországban, Louvroil településen.

## Vasútvonalak
Az állomást az alábbi vasútvonalak érintik:
- Creil–Jeumont-vasútvonal

## Kapcsolódó állomások
A vasútállomáshoz az alábbi állomások vannak a legközelebb:
- Gare de Maubeuge
- Gare de Sous-le-Bois